# Lamar megye (Georgia)
Lamar megye az Amerikai Egyesült Államokban, azon belül Georgia államban található. Megyeszékhelye és legnagyobb városa Barnesville. Lakosainak száma 18 500 fő (2020. április 1.). Lamar megye Butts, Monroe, Upson, Pike és Spalding megyékkel határos.

## Népesség
A megye népességének változása:
| Lakosok száma | 18 273 | 18 184 | 18 048 | 17 959 | 18 201 | 18 500 |
|               | 2010   | 2011   | 2012   | 2013   | 2015   | 2020   |